# Thysanactis dentex
Thysanactis dentex és una espècie de peix de la família dels estòmids i de l'ordre dels estomiformes.

## Morfologia
- Els mascles poden assolir 18 cm de longitud total.[1][2]

## Hàbitat
És un peix marí i d'aigües profundes que viu entre 100-1.000 m de fondària.

## Distribució geogràfica
Es troba al Pacífic i l'Atlàntic.